# Список дипломатических миссий Вануату

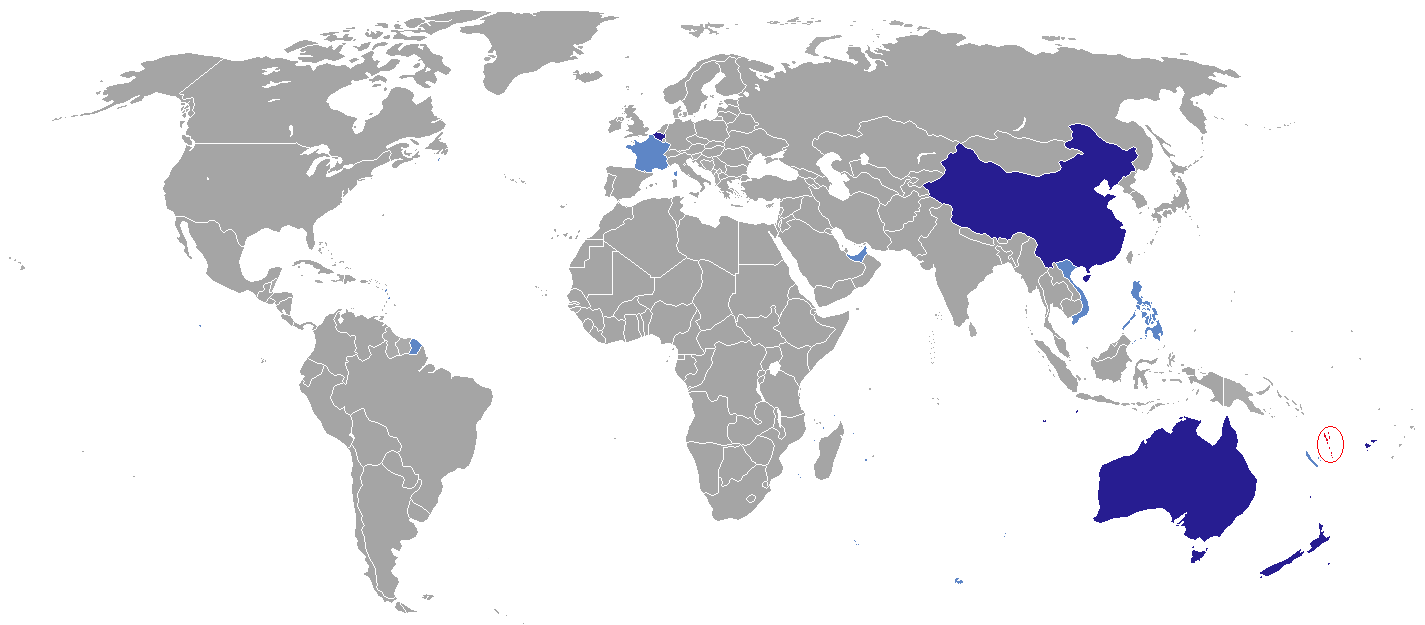
Местоположения дипломатических миссий у Вануату:
Вануату
посольства
консульства

Список дипломатических миссий Вануату — республика Вануату имеет дипломатические представительства в шести государствах.

## Азия
- Китай
  - Пекин (посольство)
  - Гонконг (консульство)
  - Шанхай (консульство)

## Европа
- Бельгия
  - Брюссель, Бельгия и страны-члены ЕС(посольство)
- Франция
  - Нумеа, Новая Каледония (консульство)

## Океания
- Австралия
  - Канберра, Австралия (Высокая Комиссия)
- Новая Зеландия
  - Окленд (консульство)
  - Веллингтон (Высокая Комиссия)
- Фиджи
  - Сува (Высокая Комиссия)

## Международные организации
- Нью-Йорк (постоянная миссия при ООН)